# Stavträsket (Sävars socken, Västerbotten)
Stavträsket är en sjö i Skellefteå kommun i Västerbotten och ingår i Sävaråns huvudavrinningsområde. Sjön har en area på 0,235 kvadratkilometer och ligger 229,1 meter över havet.

## Delavrinningsområde
Stavträsket ingår i det delavrinningsområde (714413-171463) som SMHI kallar för Utloppet av Stavträsket. Medelhöjden är 267 meter över havet och ytan är 3,09 kvadratkilometer. Räknas de 2 avrinningsområdena uppströms in blir den ackumulerade arean 16,94 kvadratkilometer. Vattendraget som avvattnar avrinningsområdet har biflödesordning 3, vilket innebär att vattnet flödar genom totalt 3 vattendrag innan det når havet efter 73 kilometer. Avrinningsområdet består mestadels av skog (90 procent). Avrinningsområdet har 0,24 kvadratkilometer vattenytor vilket ger det en sjöprocent på 7,6 procent.